# 거래 (드라마)
《거래》는 대한민국의 OTT 서비스인 Wavve 오리지널 드라마로 2023년 10월 6일부터 10월 27일까지 방영되었다.

## 기획 의도
어제의 친구, 오늘의 인질, 내일의 공범! 순간의 선택이 걷잡을 수 없는 소용돌이가 된 100억 납치 스릴러

## 등급
- 15세 이상 시청가로 분류되었다.

## 스트리밍 일정
| 스트리밍 | 기간                               | 업로드 본방송 시간    | 비고  |
| -------- | ---------------------------------- | --------------------- | ----- |
| Wavve    | 2023년 10월 6일 ~ 2023년 10월 27일 | 매주 금요일 오전 11시 | 8부작 |

## 출연진

### 주요 인물
- 유승호 : 이준성 역
- 김동휘 : 송재효 역
- 유수빈 : 박민우 역

### 주변 인물
- 백지원 : 민우 엄마 역
- 심영은 : 김실장 역
- 정용주 : 오철 역
- 우지현 : 차재경 역
- 김도윤 : 조용호 역
- 정인겸 : 황총재 역
- 어성욱 : 토쟁이 역
- 신혜지 : 이미애 역

### 특별 출연
- 이주영 : 차수안 역

## 에피소드 목록
| 화차 | 공개일   | 서브 타이틀 | 비고 |
| ---- | -------- | ----------- | ---- |
| 1화  | 10월 6일 | 납치        |      |
| 2화  | 10월 6일 | 호구        |      |

총 에피소드 8부작.

## 참고 사항
- 2023년 10월 6일 공개된 1, 2회는 금요일 오후 4시에 공개되었고, 3, 4회부터는 매주 금요일 오전 11시에 공개된다.